# سیارک ۶۰۲۹
سیارک ۶۰۲۹ (به انگلیسی: 6029 Edithrand، نامگذاری:1948AG) شش هزار و بیست و نهمین سیارک کشف شده‌است که در ۱۴ ژانویه ۱۹۴۸ کشف شد.
قدر مطلق سیارک برابر ۱۴٫۱۰ است.